# SBB Tem I sorozat
Az SBB Tem I egy B tengelyelrendezésű,  15 kV 16,7 Hz AC áramrendszerű és dízel-üzemű hibrid villamosmozdony-sorozat. A 90 kW teljesítményű mozdonyok legnagyobb sebessége 60 km/h. Összesen 2 db-ot gyártottak 1950-ben az SBB részére.